# Ligula
Genre
Ligula est un genre de cestodes de la famille des Diphyllobothriidae.

## Taxinomie
Selon BioLib (19 juin 2017), ce genre comprend les espèces suivantes :
- Ligula colymbi Number of records: 5
- Ligula digramma Creplin, 1839
- Ligula intestinalis (Linnaeus, 1758)
- Ligula monogramma Creplin, 1839
- Ligula pavlovskii Dubinina, 1959